# Schwetzingen
Schwetzingen is een plaats in de Duitse deelstaat Baden-Württemberg, gelegen in het Rhein-Neckar-Kreis. De stad maakt ook deel uit van de Metropoolregio Rhein-Neckar en heeft het statuut van große Kreisstadt. In 2015 waren er waren 22.335 inwoners.

## Geografie
Schwetzingen heeft een oppervlakte van 21,62 km² en ligt in het zuidwesten van Duitsland, 15 km ten zuidoosten van Mannheim. 
Het ligt in de Boven-Rijnse Laagvlakte, nabij de oostoever van de Rijn.
Door de stad stroomt de Leimbach.

## Bezienswaardig
- Slot Schwetzingen
- De monumenten Glücksschwein en Spargelfrau op de Schlossplatz.

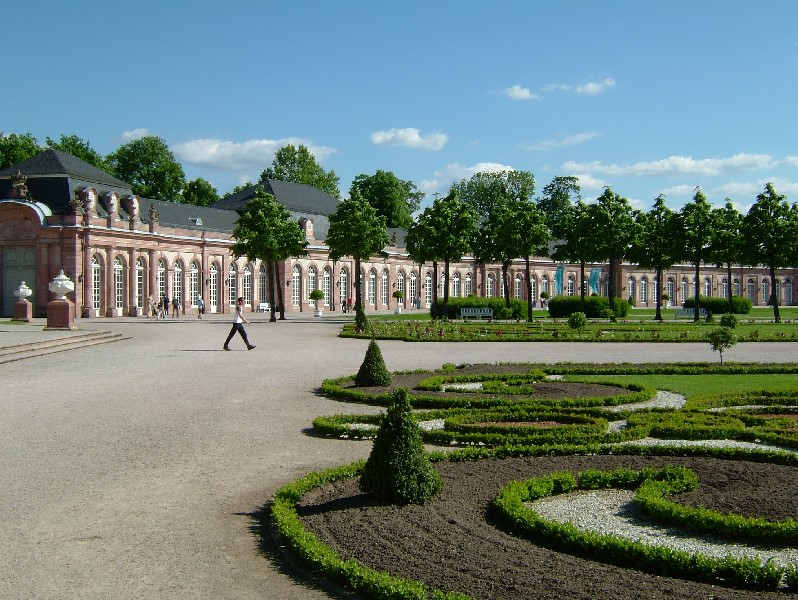
Slot Schwetzingen

## Geboren
- Maria Francisca van Palts-Sulzbach (1724-1794), via haar huwelijk hertogin van Palts-Birkenfeld
- Maximiliaan I Jozef van Beieren (1756-1825), hertog van Palts-Zweibrücken, van 1799 tot 1806 als Maximiliaan IV Jozef keurvorst van Beieren en daarna tot zijn dood als Maximiliaan I Jozef koning van Beieren
- Louise van Baden (1811-1854), prinses van Baden
- Otto Abetz (1903-1958), Duits ambassadeur in Parijs ten tijde van het begin van de Tweede Wereldoorlog

Altlußheim · Angelbachtal · Bammental · Brühl · Dielheim · Dossenheim · Eberbach · Edingen-Neckarhausen · Epfenbach · Eppelheim · Eschelbronn · Gaiberg · Heddesbach · Heddesheim · Heiligkreuzsteinach · Helmstadt-Bargen · Hemsbach · Hirschberg an der Bergstraße · Hockenheim · Ilvesheim · Ketsch · Ladenburg · Laudenbach · Leimen · Lobbach · Malsch · Mauer · Meckesheim · Mühlhausen · Neckarbischofsheim · Neckargemünd · Neidenstein · Neulußheim · Nußloch · Oftersheim · Plankstadt · Rauenberg · Reichartshausen · Reilingen · Sandhausen · Schönau · Schönbrunn · Schriesheim · Schwetzingen · Sinsheim · Spechbach · St. Leon-Rot · Waibstadt · Walldorf · Weinheim · Wiesenbach · Wiesloch · Wilhelmsfeld · Zuzenhausen